# TJ Slavia Kroměříž (basketbal)
TJ Slavia Kroměříž (celým názvem: Tělovýchovná jednota Slavia Kroměříž) je český basketbalový klub, který sídlí v Kroměříži ve Zlínském kraji. Oddíl patří pod hlavičku sportovní klubu TJ Slavia Kroměříž. Od sezóny 2018/19 působí v české třetí nejvyšší basketbalové soutěži, známé pod názvem 2. celostátní liga mužů. Hlavním trenérem je Jan Hlobil. Klubové barvy jsou červená a bílá.

## Historie
První zmínky o kroměřížském basketbalu pochází z třicátých let dvacátého století. První organizovaný zápas byl odehrán roku 1939 mezi družstvy Sokola Kroměříž a Sokola Přerov. První čistě basketbalové družstvo bylo založeno v roce 1942 jako součást SK Hané Kroměříž. Za války dosáhlo mužské družstvo v roce 1943 titul přeborníka středomoravské župy. První ženské družstvo bylo založeno v téže roce. Po reorganizaci sportu komunistickými úřady v padesátých letech přešel basketbalový oddíl pod DSO Slavoj.
V padesátých letech došlo také k rozkvětu ženského basketbalu. Ženský oddíl se stal v roce 1954 přeborníkem svého kraje a postoupil tak do druhé ligy. Zde patřil ke špičce moravského basketbalu. V roce 1958 dochází k zániku DSO Slavoje z jehož trosek pak vzniká Tělovýchovná jednota Slavia Kroměříž. V roce 1965 postoupilo družstvo žen do nejvyšší republikové soutěže, v níž ovšem skončilo na poslední jedenácté pozici a sestoupilo tak zpátky do druhé ligy. Po sestupu z ligy ukončilo mnoho dlouholetých opor aktivní sportovní činnost. Pokles výkonnosti ženského družstva tak nenechal dlouho čekat a hned v dalším roce sestupuje do Krajského přeboru. V roce 1969 došlo dokonce k ukončení činnosti ženských družstev.
Od roku 1970 se tělovýchovná jednota rozhodla orientovat pouze na mužský a chlapecký basketbal. V roce 1976 se mládežnici kroměřížské Slavie stávají mistry pionýrské ligy a získaly tak právo reprezentovat ČR na pionýrské olympiádě, která se konala v Prešově. Mužské družstvo dosáhlo svých největších úspěchů po zániku Československa. Na počátku milénia hrávalo v nejvyšší republikové soutěži.
Své domácí zápasy odehrává v hale TJ Slavia.

## Historické názvy
Zdroj: 
- 1942 – SK Haná Kroměříž (Sportovní klub Haná Kroměříž)
- 1953 – DSO Slavoj Kroměříž (Dobrovolná sportovní organisace Slavoj Kroměříž)
- 1958 – TJ Slavia Kroměříž (Tělovýchovná jednota Slavia Kroměříž)

## Umístění v jednotlivých sezonách

### Umístění mužů
Stručný přehled
Zdroj: 
- 1998–1999: 2. liga (2. ligová úroveň v České republice)
- 1999–2001: Národní basketbalová liga (1. ligová úroveň v České republice)
- 2001–2002: 2. liga (2. ligová úroveň v České republice)
- 2002–2003: Národní basketbalová liga (1. ligová úroveň v České republice)
- 2003–2007: 3. liga – sk. C (3. ligová úroveň v České republice)
- 2007–2012: 2. liga – sk. C (3. ligová úroveň v České republice)
- 2013–2014: Jihomoravský oblastní přebor I. (4. ligová úroveň v České republice)
- 2014–2015: 2. liga – sk. C (3. ligová úroveň v České republice)
- 2015–2017: Jihomoravský oblastní přebor I. (4. ligová úroveň v České republice)
- 2017–2018: Středomoravská liga (4. ligová úroveň v České republice)
- 2018– : 2. liga – sk. C (3. ligová úroveň v České republice)

Jednotlivé ročníky
Zdroj: 
Legenda: ZČ - základní část, červené podbarvení - sestup, zelené podbarvení - postup, fialové podbarvení - reorganizace, změna skupiny či soutěže
| Česko (1998 – ) |                                 |           |           |                                       |                               |
| Sezóny          | Soutěž                          | Úroveň    | ZČ        | Play-off, nadstavba, sk. o udržení... | Poznámky                      |
| 1998/99         | 2. liga                         | 2. úroveň | 3. místo  |                                       | Administrativní postup        |
| 1999/00         | Národní basketbalová liga       | 1. úroveň | 12. místo | Play-out (3. místo)                   |                               |
| 2000/01         | Národní basketbalová liga       | 1. úroveň | 12. místo | Play-out (4. místo)                   | Sestup                        |
| 2001/02         | 2. liga                         | 2. úroveň | 1. místo  | Finále (výhra)                        | Postup                        |
| 2002/03         | Národní basketbalová liga       | 1. úroveň | 12. místo |                                       | Sestup; přihlášení do 3. ligy |
| 2003/04         | 3. liga – sk. C                 | 3. úroveň | 6. místo  |                                       |                               |
| 2004/05         | 3. liga – sk. C                 | 3. úroveň | 11. místo |                                       |                               |
| 2005/06         | 3. liga – sk. C                 | 3. úroveň | 11. místo |                                       |                               |
| 2006/07         | 3. liga – sk. C                 | 3. úroveň | 8. místo  |                                       | Reorganizace                  |
| 2007/08         | 2. liga – sk. C                 | 3. úroveň | 3. místo  | Finálová skupina (4. místo)           |                               |
| 2008/09         | 2. liga – sk. C                 | 3. úroveň | 12. místo |                                       |                               |
| 2009/10         | 2. liga – sk. C                 | 3. úroveň | 7. místo  |                                       |                               |
| 2010/11         | 2. liga – sk. C                 | 3. úroveň | 9. místo  |                                       |                               |
| 2011/12         | 2. liga – sk. C                 | 3. úroveň | 9. místo  |                                       |                               |
| 2012/13         | 2. liga – sk. C                 | 3. úroveň | 11. místo |                                       | Sestup                        |
| 2013/14         | Jihomoravský oblastní přebor I. | 4. úroveň | ?. místo  |                                       | Postup                        |
| 2014/15         | 2. liga – sk. C                 | 3. úroveň | 11. místo |                                       | Sestup                        |
| 2015/16         | Jihomoravský oblastní přebor I. | 4. úroveň | 2. místo  | Semifinále                            |                               |
| 2016/17         | Jihomoravský oblastní přebor I. | 4. úroveň | 4. místo  | Čtvrtfinále                           | Reorganizace                  |
| 2017/18         | Středomoravská liga             | 4. úroveň | 1. místo  | Finále (výhra)                        | Postup                        |
| 2018/19         | 2. liga – sk. C                 | 3. úroveň | 9. místo  |                                       |                               |
| 2019/20         | 2. liga – sk. C                 | 3. úroveň | 10. místo |                                       |                               |
| 2020/21         | 2. liga - sk. C                 | 3. úroveň |           | Nedohráno - covid                     |                               |
| 2021/22         | 2. liga - sk. C                 | 3. úroveň | 10. místo |                                       |                               |
| 2022/23         | 2. liga - sk. C                 | 3. úroveň | 9. místo  |                                       |                               |
| 2023/24         | 2. liga - sk. C                 | 3. úroveň | 3. místo  | Finále (prohra)                       |                               |
| 2024/25         | 2. liga - sk. C                 | 3. úroveň |           |                                       |                               |

### Umístění žen
Zdroj: 
Stručný přehled
Zdroj: 
- 1965–1966: 1. liga (1. ligová úroveň v Československu)

Jednotlivé ročníky
Zdroj: 
Legenda: ZČ - základní část, červené podbarvení - sestup, zelené podbarvení - postup, fialové podbarvení - reorganizace, změna skupiny či soutěže
| Československo (1965 – 1966) |                                   |                                   |                                   |                                       |                                   |
| Sezóny                       | Soutěž                            | Úroveň                            | ZČ                                | Play-off, nadstavba, sk. o udržení... | Poznámky                          |
| 1965/66                      | 1. liga                           | 1. úroveň                         | 11. místo                         |                                       | Sestup                            |
| ...                          |                                   |                                   |                                   |                                       |                                   |
| Pozn.:                       | Družstvo žen zaniklo v roce 1969. | Družstvo žen zaniklo v roce 1969. | Družstvo žen zaniklo v roce 1969. | Družstvo žen zaniklo v roce 1969.     | Družstvo žen zaniklo v roce 1969. |